# Кампор
Кампор је насељено место у саставу града Раба у Приморско-горанској жупанији, Република Хрватска.

## Историја
До територијалне реорганизације у Хрватској налазио се у саставу старе општине Раб.

## Становништво
На попису становништва 2011. године, Кампор је имао 1.173 становника.

## Попис1991.
На попису становништва 1991. године, насељено место Кампор је имало 1.178 становника, следећег националног састава:
| Попис 1991.‍   | Попис 1991.‍  | Попис 1991.‍ | Попис 1991.‍ | Попис 1991.‍ |
| ------------- | ------------ | ----------- | ----------- | ----------- |
|               |              |             |             |             |
| Хрвати        | Хрвати       |             | 1.067       | 90,57%      |
| Срби          | Срби         |             | 30          | 2,54%       |
| Југословени   | Југословени  |             | 17          | 1,44%       |
| Муслимани     | Муслимани    |             | 5           | 0,42%       |
| Црногорци     | Црногорци    |             | 4           | 0,33%       |
| Италијани     | Италијани    |             | 3           | 0,25%       |
| Албанци       | Албанци      |             | 2           | 0,16%       |
| Чеси          | Чеси         |             | 2           | 0,16%       |
| Немци         | Немци        |             | 1           | 0,08%       |
| Словенци      | Словенци     |             | 1           | 0,08%       |
| остали        | остали       |             | 1           | 0,08%       |
| неопредељени  | неопредељени |             | 13          | 1,10%       |
| регион. опр.  | регион. опр. |             | 10          | 0,84%       |
| непознато     | непознато    |             | 22          | 1,86%       |
| укупно: 1.178 |              |             |             |             |